# Incendios forestales en Sudamérica en 2024
El conjunto de incendios forestales en Sudamérica en 2024 se han intensificado en septiembre. Los incendios forestales en el subcontinente han afectado territorios en países como Argentina, Bolivia, Brasil, Colombia, Paraguay, Perú, Uruguay y Venezuela, principalmente y han puesto a prueba la respuesta institucional y la resiliencia de ecosistemas claves en la Amazonía y en la Región Andina.
Los incendios forestales son multicausales, se deben a las altas temperaturas asociadas al cambio climáticoa las sequías intensas que han afectado ecosistemas claves para el sostenimiento del planeta como la selva tropical húmeda en Brasil y Venezuela, los bosques secos en Bolivia y los páramos en Colombia, entre otros.
Es posible que la acción humana premeditada esté asociada a los incendios forestales, no obstante, en estas dimensiones se caracterizan por su capacidad destructiva, su rápida propagación y la alta impredictibilidad en su comportamiento, sus límites y sus efectos. Pese a los esfuerzos locales, sus magnitudes han sobrepasado las capacidades de respuesta institucional y comunitaria en la región y han sido devastadores para la biodiversidad, los ecosistemas y las personas.Su impacto mermará la capacidad regional de las selvas y bosques para mitigar el cambio climático.
Anualmente, la región enfrenta incendios forestales de diversas magnitudes, algunos eventos climáticos cíclicos, como el fenómeno de la niña y la intensificación de las sequías aumentan la probabilidad de los incendios forestales, año tras año. Prácticas humanas como la quema de bosque para la ganadería y la agricultura, o la disposición indiscriminada de desechos en campos abiertos, contribuyen a la problemática y sus impactos negativos, en 2024, se han reportado más de 350.000 incendios en la región.

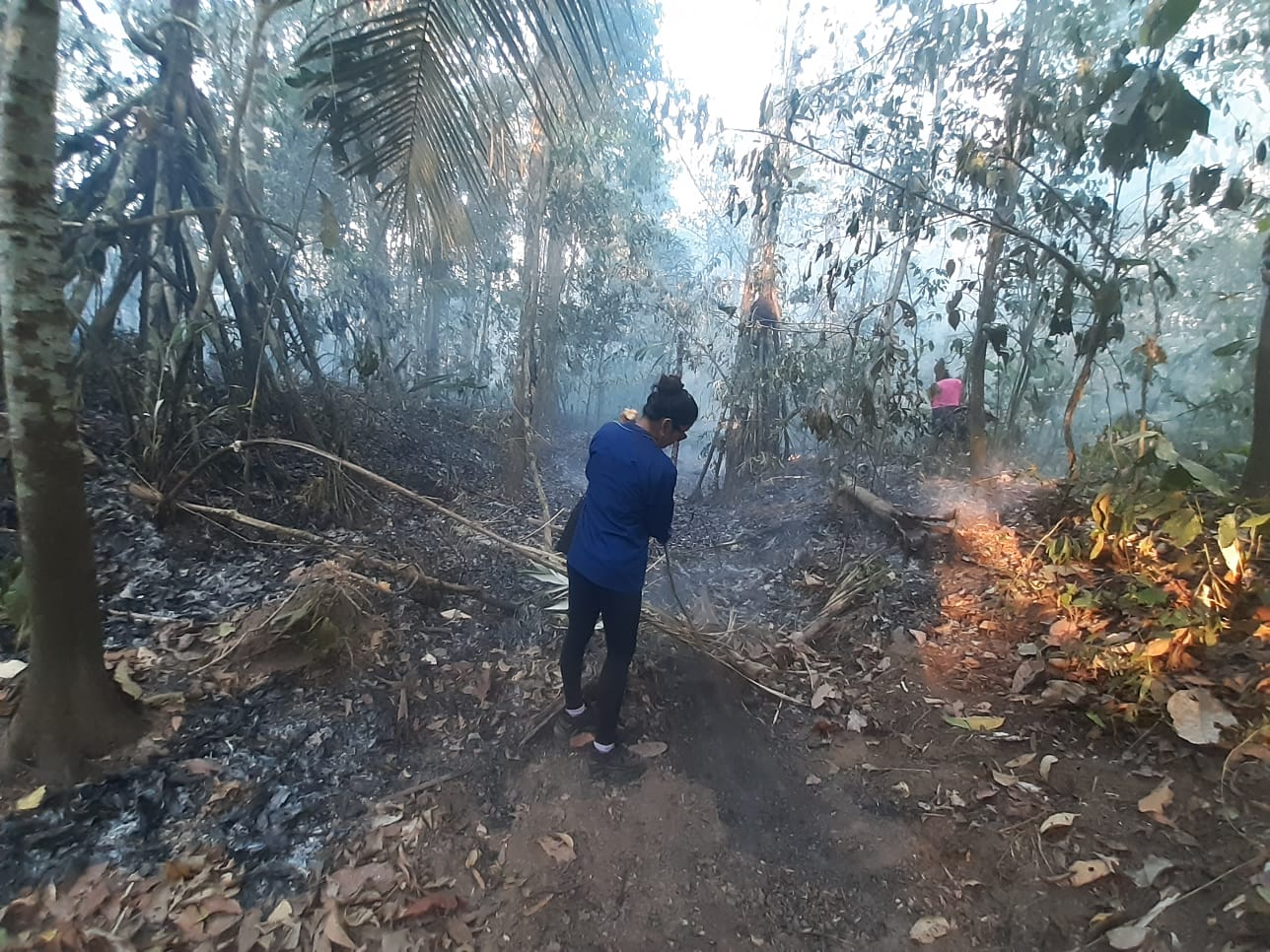
Incendios en Tumupasa, Bolivia en 2023.

Entre los antecedentes recientes se identifican los siguientes aspectos: 
- Bolivia: En 2023, el país acumuló más de 42.000 incendios forestales, siendo el segundo país en ese año en la región con los números más altos asociados este evento.[6]
- Brasil: En septiembre de 2024, el territorio brasileño acumula 176.617 siniestros, con más de 3500 focos activos.[7]
- Brasil: El país enfrenta actualmente la sequía más intensa, extensa y prolongada desde 1950.[8]
- Colombia: En enero de 2024 se presentaron incendios en los cerros orientales del Distrito Capital, Bogotá.[9]
- Chile: En 2024 enfrentó incendios en áreas urbanas y rurales, dejando víctimas mortales, y miles de personas heridas y sin vivienda.[10]
- Perú: Entre enero y septiembre se han registrado más de 170 incendios forestales en 20 de los 24 departamentos del país, concentrándose en las regiones de Cusco, Huancavelica y Huánuco.[11]

### En Bolivia
Esta sección complementa el articulo principal: Incendios forestales en Bolivia de 2024.
Los incendios forestales iniciaron en junio y se mantuvieron durante tres meses, en agosto y septiembre se han propagado sin control y han consumido pastizales y bosques en los territorios de  Santa Cruz, Beni, Pando y La Paz, algunos de ellos en la región amazónica de Bolivia, en frontera con Brasil.A mediados de septiembre 25 municipios y 79 comunidades de los tres departamentos poseían incendios activos.
- El 7 de septiembre El gobierno declaró emergencia nacional y sanitaria, así mismo ha suspendido las clases escolares en los departamentos de Santa Cruz, Beni y Pando.[11]La declaración de emergencia nacional busca asistencia internacional, hasta el momento países como Venezuela, Francia y Brasil han comprometido en enviar ayuda.[12]
- La calidad del aire ha disminuido en las ciudades de Santa Cruz de la Sierra, Cochabamba y La Paz, debido a la cantidad de humo proveniente de los incendios, cuya densidad es mayor debido a la densidad de la vegetación que ha sido quemada. Algunas comunidades cercanas a las zonas con incendios activos han tenido que ser evacuadas.[11]
- La severidad del desastre conllevó a realizar el procedimiento de bombardeo de nubes, donde se alteran las nubes con la descarga de 350 cartuchos de yoduro de plata, procedimiento realizado en los municipios de Urubichá, Ascensión de Guarayos, Concepción y El Puente. [13]

### En Brasil
Brasil es el país más afectado en la región por los incendios forestales.La cantidad de incendios ha aumentado exponencialmente y ha doblado los registros del año inmediatamente anterior. A mediados de septiembre 108 incendios son atendidos por brigadistas y bomberos, mientras que otros 106 incendios permanecen activos, sin ninguna clase de contención.El gobierno brasileño estima que para este mes se acumulan 18 millones de hectáreas quemadas, una superficie similar a la superficie del país vecino, Uruguay. Los incendios han afectado áreas protegidas como el Parque Nacional en Brasilia. 
- Desde mediados de julio, la región del Pantanal poseía varios incendios, consumiendo más del 5% de su extensión. Allí, los brigadistas pueden recorrer ríos durante días para acercarse a los incendios, los cuales se vuelven incontrolables después de algunos días.[16]
- La ola de incendios afecta principalmente la región amazónica, entre las zonas directamente afectadas están el Parque Nacional Chapada, los sectores de Labrea y Manaos en el Estado Amazonas[17]mientras que indirectamente la región se ha visto afectada por la contaminación y la disminución en la calidad del aire.[18]
- A pesar de ser una situación que Brasil enfrenta anualmente, el presidente Luiz Inácio Lula da Silva manifestó que no estaban preparados para una situación así y que muy pocos Estados cuentan con equipos de defensa civil, brigadistas y bomberos que estén capacitados para contener este tipo de emergencias.[19]

### En Colombia
Durante el 2024, Colombia ha enfrentado varias emergencias asociadas a incendios forestales. Los incendios han sido controlados aunque han arrasado más de 12.800 hectáreas de bosque en los departamentos de Cauca, Boyacá, Huila, Nariño y Tolima, principalmente.Departamentos como Meta, Vichada, Antioquia y Cundinamarca también han enfrentado este tipo de siniestros. A mediados de septiembre, la Unidad Nacional de Gestión del Riesgo reportó que en Colombia existían 19 incendios activos, la mayoría de ellos en el departamento del Tolima en el centro oeste del país.
- Las instituciones estatales señalan que la prolongación de la sequía y el aumento de la temperatura contribuyen a la propagación de los incendios, no obstante consideran que alrededor del 80 por ciento de los incendios se deben a las fogatas, quemas de residuos y el desecho de cigarrillos todavía encendidos en áreas secas.[22]
- En el departamento de Huila, se declaró calamidad pública el 16 de septiembre por los incendios en las poblaciones de Palermo, Aipe, Campoalegre y Neiva. Mientras que en el departamento del Tolima, más de cien campesinos han estado durante una semana, tratando de apagar los incendios en los municipios de Natagaima y Dolores.[23]Incendios que han afectado más de 17000 hectáreas de bosques nativos en estos departamentos.[24]
- En el distrito capital y sus zonas rurales aledañas se han registrado varios incendios, provocados por quemas de pastos o quemas forestales que se salen de control.[25]En el sector de Mondoñedo el incendio se ha extendido a un área mayor a 200 hectáreas y debido al riesgo se han cerrado los senderos en los cerros orientales de la ciudad.[26]En estos cerros, las especies de árboles predominantes son exóticas e invasoras, como los pinos y el retamo espinoso, los cuales son de alta inflamabilidad. Adicionalmente, son especies que captan bastantes recursos como el agua y restringen a otras especies en su crecimiento.[27]

### En Chile
Los incendios forestales en Chile de 2024 fueron una serie de siniestros originados durante enero y febrero en múltiples focos en las regiones de Valparaíso, O'Higgins, Maule, Biobío, Araucanía, Los Lagos, concentrándose los de mayor gravedad en la Región de Valparaíso.Con 137 muertos, los incendios de la región de Valparaíso fueron catalogados como los más mortíferos a nivel mundial en los últimos 15 años, los segundos más letales del siglo XXI (después de los incendios forestales en Australia de 2009) y los más letales de la historia de Chile.

### En Ecuador
Los incendios en Ecuador durante el 2024, alrededor de 3800 incendios habían consumido más de 39000 hectáreas hasta septiembre. El fuego ha afectado las regiones de Azuay, Carchi, Cotopaxi, Chimborazo, Guayas, Imbabura, Loja y Pichincha. Solo, entre el 23 y el 27 septiembre, en la ciudad capital, Quito, la respuesta institucional atendió por 12 incendios forestales y 91 quemas de basuraslugares donde se iniciará el proceso de restauración en los próximos meses.
Una de las regiones más afectadas es Latacunga y la provincia de Cotopaxi, donde los ecosistemas de páramos como el páramo de Pasanche, han resistido el fuego durante un mes. A pesar de ser un ecosistema de alta montaña, la sequía también les ha afectado, dado que existe menos humedad en la superficie, factor que permite una mayor propagación del fuego.

### En Perú
Los incendios forestales en Perú del 2024 son siniestros originados entre finales de agosto y mediados de septiembre de dicho año en 20 departamentos del país andino. Al 21 de septiembre, 1 495 33 hectáreas de cultivo se han perdido, otras 1 264 han quedado dañadas y 3374 hectáreas de cobertura natural han sido destruidas.

### En Argentina
Los incendios forestales en Argentina se propagaron durante los meses de agosto a octubre en el centro del país. En Córdoba, el fuego ha estado presente durante varias semanas, con focos en localidades como Villa Berna, Salsacate y Capilla del Monte, entre las más afectadas. Los incendios han afectado 100.000 hectáreas en esta provincia. En San Luis, los incendios forestales han dañado zonas rurales cercanas a la capital provincial y localidades como Merlo y La Toma. Según datos oficiales, los incendios en esta provincia han destruido aproximadamente 35.200 hectáreas en lo que va del año. El 28 de septiembre, el Senado declaró la emergencia ambiental por 180 días.
A nivel local, junto a los habitantes de las zonas, se han activado algunas respuestas institucionales y se han desplegado grupos de personas para enfrentar los incendios. Entre estos grupos se encuentran cuerpos de bomberos nacionales en cada uno de los países, escuadrones militares y grupos especializados en emergencias y desastres naturales, como la Defensa Civil y la Cruz Roja.
En algunos países, durante los incendios también envían grupos especializados en plantas y animales a terreno, para asistir técnicamente en la contención de los incendios y en las primeras mediciones de los efectos de los siniestros. Dichos diagnósticos se realizan con imágenes y toma de datos que permiten dimensionar no solo el daño ocurrido, sino los pasos a seguir para recuperar las zonas. La presencia de expertos en terreno, profesionales en biología, ingeniería forestal y ecología entre otros, permite entender que la recuperación de los ecosistemas es una tarea que puede tomar décadas, que es necesario intervenir de manera gradual los espacios y por ejemplo supervisar que no sean impactados por especies invasoras o que el uso del suelo sea modificado.En el caso de Ecuador, por ejemplo, se realizará un proceso de siete fases basado en prácticas de restauración ecológica privilegiando las plantas nativas de la región.
En Perú, se realizan campañas de prevención y preparación frente a los incendios forestales y de pastizales y a las bajas temperaturas en los distritos de Ccatca y Urcos en Quispicanchi, aunque también se reconoce que el país no cuenta con las capacidades técnicas y logísticas para contener un incendio en zonas de difícil acceso, es decir laderas y bosques selváticos.
Según la profesora Isabel Belloni Schmidt, iniciativas medioambientales a largo plazo como la disminución de la deforestación y el cuidado de las cuencas fluviales son acciones clave para la disminución de los incendios forestales en la región. Iniciativas normativas como la prohibición de la compra y venta de tierras incendiadas están en marcha en el congreso de Brasil.
- A pesar de ser reconocida mundialmente como una zona fundamental para el sostenimiento del planeta, y ser sujeto jurídico de protección en varios países, la región amazónica está en alto riesgo de incendios forestales, solo en 2023, en el área protegida conocida como Amazonía Legal, se registraron más de 127.000, mientras que en 2022, se notificaron 145.100 brotes.[52]

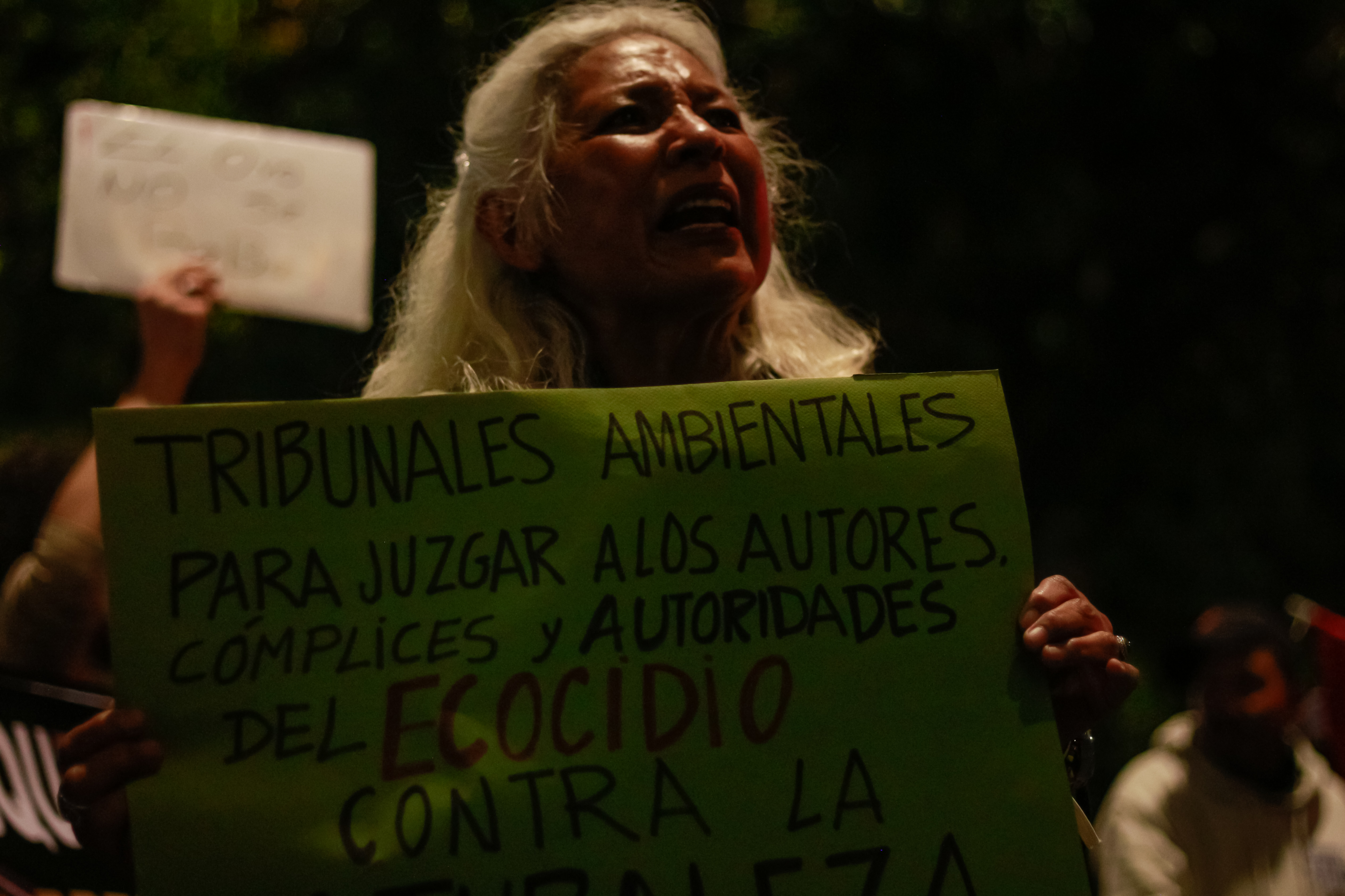
Manifestaciones públicas en Bolivia en 2023

- El cubrimiento por parte de los medios de comunicación algunas veces se centra en encontrar a los posibles culpables de la propagación de los incendios y profundiza los conflictos por la tierra ya existentes en la región. Entre los actores participantes en estos conflictos ambientales, están aquellos que practican la agricultura y la ganadería intensiva quienes ejercen presión sobre los gobiernos locales, aquellos que realizan rozas y quemas de sus tierras para cultivarlas ya sea en pequeñas o grandes extensiones y aquellos que practican una agricultura sustentable y un uso no intensivo de la tierra, que en general son comunidades indígenas o campesinas titulares de derechos colectivos sobre la tierra.[48]
- A medida que se prolongan las sequías y aumentan las temperaturas, regiones como la Amazonía son más frágiles frente a un incendio. Cuando los árboles pierden su follaje, su capacidad de mantener la humedad es menor y según la experta Erika Berenguer, “el bosque está lo suficientemente seco como para que el fuego, provocado inicialmente por los humanos, pueda propagarse dentro del bosque”,[16] adicionalmente, el ecosistema amazónico pierde paulatinamente la capacidad de generar nubes y contribuir a la regulación del clima y los ciclos del agua en las otras regiones del continente como el Platanal y los Andes.

- Como explica Dolors Armenteras, los incendios liberan una porción de dióxido de carbono a la atmósfera que supuestamente no iba a ser liberada y al tiempo, destruye ecosistemas que en otras circunstancias deberían estar guardando humedad, capturando más carbono y protegiendo los suelos.[27]

- Incendio forestal
- Incendios forestales en Chile de 2024
- Incendios de la selva amazónica de 2019
- Incendios en Argentina de 2020
- Incendio forestal en Bolivia de 2019
- Incendios forestales en Chile de 2023
- Incendios forestales en Brasil de 2020
- Incendios forestales en Bolivia de 2024
- Ecología del fuego
- Incendios forestales en Colombia de 2024

1. ↑  Jones, Matthew W.; Abatzoglou, John T.; Veraverbeke, Sander; Andela, Niels; Lasslop, Gitta; Forkel, Matthias; Smith, Adam J. P.; Burton, Chantelle et al. (2022-09). «Global and Regional Trends and Drivers of Fire Under Climate Change». Reviews of Geophysics (en inglés) 60 (3). ISSN 8755-1209. doi:10.1029/2020RG000726. Consultado el 16 de septiembre de 2024.
2. ↑  juanrodriguez11 (27 de febrero de 2023). «Incendios Forestales en Latinoamérica: una problemática que preocupa a la región». Derecho del Medio Ambiente. Consultado el 16 de septiembre de 2024.
3. ↑  Environment, U. N. (22 de febrero de 2022). «Propagándose como un incendio forestal: la creciente amenaza de incendios excepcionales en paisajes | UNEP - UN Environment Programme». www.unep.org. Consultado el 16 de septiembre de 2024.
4. ↑  Vega, Naiara Galarraga Gortázar, Carolina Mella, Fernando Molina, Florantonia Singer, Mar Centenera, Renzo Gómez (29 de septiembre de 2024). «El fuego devora Sudamérica y dispara las emisiones de efecto invernadero a cifras récord». El País América. Consultado el 29 de septiembre de 2024.
5. ↑  EFE, Redacción Noticiero 90 Minutos- (14 de septiembre de 2024). «350.370 incendios forestales en Suramérica en el 2024: Algunos Gobiernos declaran emergencia nacional». Noticiero 90 Minutos. Consultado el 16 de septiembre de 2024.
6. ↑  «Número de incendios forestales por país en América del Sur». Statista. Consultado el 16 de septiembre de 2024.
7. ↑  «Suramérica bajo fuego: alerta en varios países por récord de incendios». France 24. 14 de septiembre de 2024. Consultado el 16 de septiembre de 2024.
8. 1 2  «La magnitud de la sequía y los incendios en Brasil – DW – 13/09/2024». dw.com. Consultado el 16 de septiembre de 2024.
9. ↑  González, Brandon Martínez (8 de marzo de 2024). «¿El año de los incendios? Las conflagraciones más grandes que han ocurrido durante 2024 en Colombia». www.elcolombiano.com. Consultado el 16 de septiembre de 2024.
10. ↑  «La indignación en Chile por el caso del bombero acusado de provocar los incendios en Viña del Mar que dejaron 137 muertos». BBC News Mundo. 27 de mayo de 2024. Consultado el 16 de septiembre de 2024.
11. 1 2 3 4  Sierra Praeli (12 de septiembre de 2024). «Incendios forestales: seis personas fallecidas en Perú y casi cuatro millones de hectáreas perdidas en Bolivia». Noticias ambientales. Consultado el 16 de septiembre de 2024.
12. 1 2  «Bolivia declara emergencia nacional y alerta sanitaria por incendios; pide ayuda internacional». AP News. 7 de septiembre de 2024. Consultado el 16 de septiembre de 2024.
13. ↑  «Estimulación de nubes, descargas aéreas de agua y lluvias mitigaron 55 incendios, según Defensa Civil». Visión 360. Consultado el 16 de septiembre de 2024.
14. 1 2  «Brasil concentra el 76% de los incendios forestales en Sudamérica». Agência Brasil. 10 de septiembre de 2024. Consultado el 18 de septiembre de 2024.
15. 1 2  «"No estábamos 100% preparados": Lula admite que ola de incendios tomó a Brasil con la guardia baja». France 24. 18 de septiembre de 2024. Consultado el 18 de septiembre de 2024.
16. 1 2  Ionova, Ana (12 de julio de 2024). «‘El clima ya ha cambiado’: incendios forestales generan alarma en Brasil». New York Times (Rio de Janeiro). Consultado el 18 de septiembre de 2024.
17. ↑  País, El (12 de septiembre de 2024). «La crisis climática de Brasil en 2024, en imágenes». El País América. Consultado el 18 de septiembre de 2024.
18. ↑  EFE, Agencia (23 de septiembre de 2024). «Incendios forestales en Brasil provocan mayor nivel de emisiones de carbono». El Comercio. Consultado el 23 de septiembre de 2024.
19. ↑  Página|12 (18 de septiembre de 2024). «Lula admitió que Brasil no estaba preparado para enfrentar esta ola de incendios | Hay más de 200 focos activos». PAGINA12. Consultado el 18 de septiembre de 2024.
20. ↑  Staff, Forbes (17 de septiembre de 2024). «El fuego arrasa más de 12.000 hectáreas de bosques en Colombia, que lidia con 20 incendios». Forbes Colombia. Consultado el 17 de septiembre de 2024.
21. ↑  Vargas, Laura Daniela Alarcón (17 de enero de 2024). «Colombia lleva 143 incendios forestales en 2024, afectando a más de 1.000 personas». El Tiempo. Consultado el 17 de septiembre de 2024.
22. 1 2  «Situación de incendios forestales en Colombia y cómo prevenirlos». www.rtvcnoticias.com. Consultado el 17 de septiembre de 2024.
23. ↑  Noticias Caracol (16 de septiembre de 2024), Crítica situación en varios departamentos de Colombia por incendios forestales, consultado el 18 de septiembre de 2024.
24. ↑  Noticias Caracol (17 de septiembre de 2024), Incendios en Colombia arrasan con miles de hectáreas: estas son las regiones afectadas, consultado el 18 de septiembre de 2024.
25. ↑  «Bomberos controlan 7 incendios en Bogotá hoy lunes 9 septiembre 2024 | Bogota.gov.co». bogota.gov.co. Consultado el 22 de septiembre de 2024.
26. ↑  Mercado, Laura Valentina (21 de septiembre de 2024). «Por riesgo de incendios forestales, se cierran los senderos ecológicos de los cerros orientales en Bogotá». El Tiempo. Consultado el 22 de septiembre de 2024.
27. 1 2  Lozano, Camilo Andrés Garzón, Daniela Garzón, Eloísa Fagua (28 de enero de 2024). «“El Niño, especies invasoras y cambio climático explican los incendios”». La Silla Vacía. Consultado el 22 de septiembre de 2024.
28. ↑  Nares, Paulina (3 de febrero de 2024). «Al menos 19 muertos por incendios en Valparaíso, Chile, informa el Gobierno». CNN Chile. Consultado el 3 de febrero de 2024.
29. ↑  «Incendio en Valparaíso se transforma en el segundo más letal del mundo en el siglo XXI». Meganoticias. 5 de febrero de 2024. Consultado el 5 de febrero de 2024.
30. ↑  «Chile registra incendio forestal con mayor número de muertos a nivel mundial en los últimos 15 años». Teletrece. 5 de febrero de 2024. Consultado el 5 de febrero de 2024.
31. ↑  «Bomberos centra trabajo en búsqueda de víctimas y control de amagos de incendio». Radio Cooperativa (Chile). 6 de febrero de 2024. Consultado el 6 de febrero de 2024.
32. ↑  «Más de un centenar de muertos y casi 400 desaparecidos en incendios en Chile». La Vanguardia. 4 de febrero de 2024. Consultado el 16 de febrero de 2024.
33. ↑  «Resumen nacional de incendios forestales». Servicio Nacional de Prevención y Respuesta ante Desastres. Consultado el 8 de febrero de 2024.
34. ↑  «Incendios sin control en Chile: elevan a 56 la cifra de muertos y ya es la peor tragedia del país desde el terremoto de 2010». Clarín. 4 de febrero de 2024. Consultado el 4 de febrero de 2024.
35. ↑  Rubio, Paz (4 de febrero de 2024). «Presidente Boric decreta duelo nacional por fallecidos en incendios de Valparaíso: “Es la tragedia más grande que hemos vivido desde el terremoto del 27-F”». La Tercera. Consultado el 5 de febrero de 2024.
36. ↑  «Más de 39 mil hectáreas destruidas por incendios en Ecuador (+Fotos) - Noticias Prensa Latina». 29 de septiembre de 2024. Consultado el 29 de septiembre de 2024.
37. 1 2 3  «Por etapas se iniciará proceso de restauración de vegetación tras incendios forestales de Quito». El Universo. 29 de septiembre de 2024. Consultado el 30 de septiembre de 2024.
38. ↑  «Bomberos apagan un Ecuador en llamas por histórica sequía». RFI. 29 de septiembre de 2024. Consultado el 30 de septiembre de 2024.
39. ↑  Espectador, El (29 de septiembre de 2024). «ELESPECTADOR.COM». ELESPECTADOR.COM. Consultado el 30 de septiembre de 2024.
40. ↑  Giraldo, Clara (14 de septiembre de 2024). «Incendios forestales en Perú EN VIVO: emergencia en Amazonas, Lambayeque, Puno, Cusco y otras regiones amenazadas por el fuego». infobae. Consultado el 15 de septiembre de 2024.
41. 1 2  Gómez Vega, Renzo (17 de septiembre de 2024). «La propagación de incendios forestales en Perú deja 15 muertos y miles de hectareas arrasadas». El País América. Consultado el 21 de septiembre de 2024.
42. ↑  Pereyra Colchado, Gladys (21 de septiembre de 2024). «El impacto de la nueva Ley “Antiforestal” y el aumento de incendios en el país: ¿cuánto ha tenido que ver la cuestionada normativa? [ANÁLISIS]». El Comercio. ISSN 1605-3052. Consultado el 21 de septiembre de 2024.
43. ↑  web27, Redactor (16 de septiembre de 2024). «Gobierno continua combatiendo los incendios forestales». La Razón. Consultado el 17 de septiembre de 2024.
44. ↑  andrea (24 de septiembre de 2024). «Alerta Roja: Incendios Forestales en Córdoba». Bomberos Voluntarios de Argentina. Consultado el 25 de septiembre de 2024.
45. ↑  «Incendios en Córdoba: en lo que va de 2024 se hicieron humo 100 mil hectáreas | Ciudadanos». La Voz del Interior. 25 de octubre de 2024. Consultado el 26 de octubre de 2024.
46. ↑  Infobae, Por Newsroom (22 de septiembre de 2024). «Incendios forestales siguen afectando a dos provincias del centro de Argentina». infobae. Consultado el 25 de septiembre de 2024.
47. ↑  «El Senado aprobó la emergencia ambiental por 180 días». Semanario de Junín. 29 de septiembre de 2024. Consultado el 30 de septiembre de 2024.
48. 1 2  DW News (12 de septiembre de 2024), Why is the government unable to contain the fires? | DW News, consultado el 16 de septiembre de 2024.
49. ↑  «Comienza recuperación de vegetación tras incendios en Colombia». EFE Noticias. 12 de febrero de 2024. Consultado el 16 de septiembre de 2024.
50. ↑  Espectador, El (25 de enero de 2024). «ELESPECTADOR.COM». ELESPECTADOR.COM. Consultado el 16 de septiembre de 2024.
51. ↑  Identidad, Construye. «Campaña “Juntos enfrentando los Incendios Forestales” Cusco». PREDES. Consultado el 16 de septiembre de 2024.
52. ↑  «Incendios forestales de la Amazonia Legal en Brasil». Statista. Consultado el 16 de septiembre de 2024.

- Datos: Q130308108